# Токсан би
Токсан би (каз. Тоқсан би, до 2003 г. — Западное) — аул в районе имени Габита Мусрепова Северо-Казахстанской области Казахстана. Аул входит в состав Нежинского сельского округа. Код КАТО — 596649400.

## География
Аул расположен на берегу реки Ишим.

## Население
В 1999 году численность населения аула составляла 813 человек (403 мужчины и 410 женщин). По данным переписи 2009 года, в ауле проживало 797 человек (388 мужчин и 409 женщин).